# Shahab-1
El Shahab-1 fue el primer misil del programa de largo alcance iraní. Es una ligera variante del R-11, el cual fue adquirido a Libia y Siria entre 1985 y 1986. Su alcance de 300 km permitió a Irán alcanzar Bagdad durante la guerra Irán-Irak. Durante la guerra
se calcula que se lanzaron entre 100 y 231 misiles R-11. 
Irán posteriormente recibió nisiles R-11 de Corea del Norte y posiblemente de la Unión Soviética. Comenzó a fabricar el Shabab-1 entre 1988 y 1994 con la ayuda de los norcoreanos.